# فرودگاه نیروی هوایی سلطنتی داون امپنی

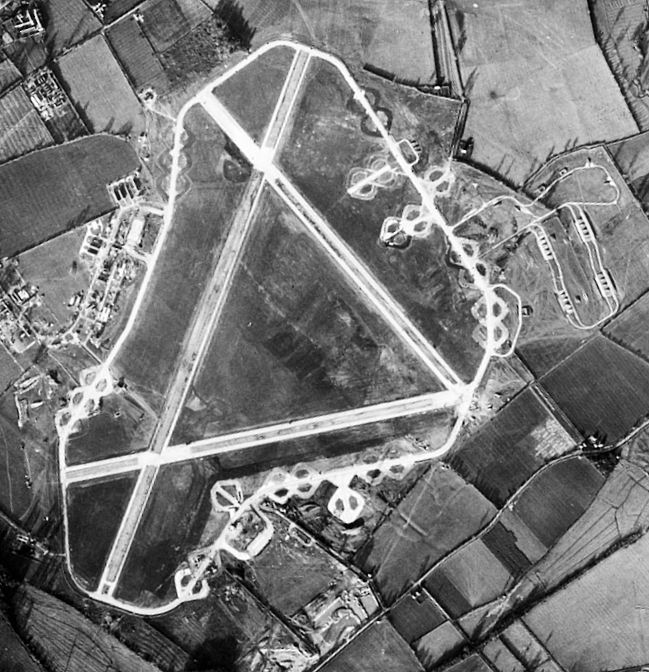
فرودگاه نیروی هوایی سلطنتی داون امپنی

فرودگاه نیروی هوایی سلطنتی داون امپنی (به انگلیسی: RAF Down Ampney) یک فرودگاه است که یک باند فرود آسفالت دارد و طول باند آن ۱٬۸۲۹ متر است. این فرودگاه در کشور انگلستان قرار دارد و در ارتفاع ۸۲ متری از سطح دریا واقع شده است.